# Convivio degli dei

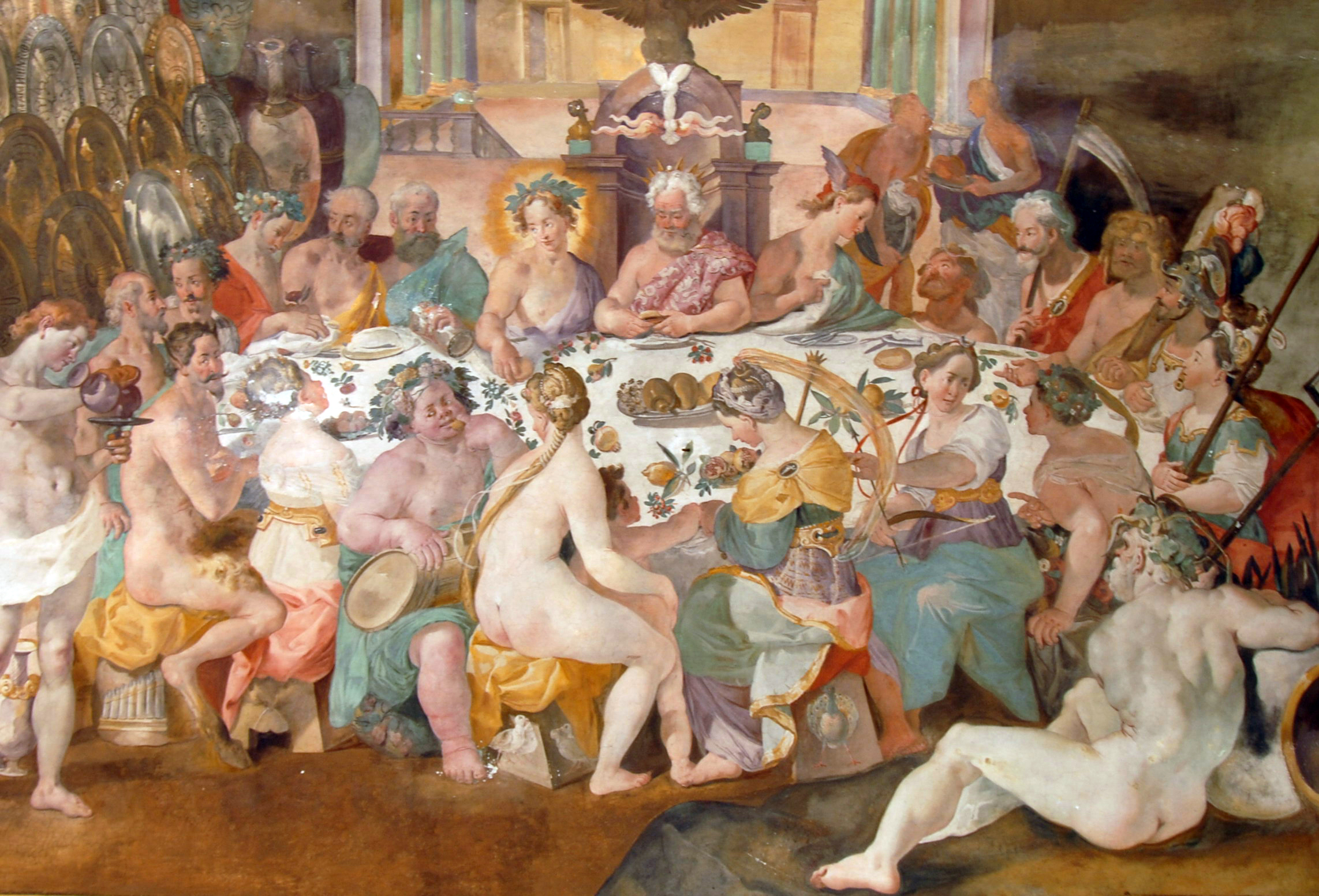
Convivio degli dei a Corliano (Pisa)

Il Convivio degli dei è un affresco del 1592 di Andrea Boscoli nella Villa di Corliano in provincia di Pisa.

## Descrizione
"La scena conviviale, inscritta in una spessa cornice pittorica in trompe l'oeil, si svolge in un grande salone delimitato ai lati da una serie di colonne e sul fondo da un muro sul quale si aprono due porte. I personaggi che siedono al banchetto sono identificabili, grazie ai classici attributi caratterizzanti, in Giove, Mercurio, Saturno, Ercole, Marte, Minerva, Vesta, Diana, Giunone, Venere con il piccolo Cupido, Bacco, Cerere e Pan. Cinque uomini vestiti all'antica ma acutamente caratterizzati come ritratti precedono il dio Apollo. In primo piano, rispettivamente a destra e a sinistra nell'affresco, Nettuno e Ganimede. La scena è animata dalla fitta conversazione che i commensali intrattengono intorno alla tavola, imbandita con pane e vari frutti e fiori, gli stessi che decorano il soffitto e che costituiscono un bell'esempio di natura morta" (E. Forconi).
Il banchetto è la rappresentazione di un sistema di relazioni astrali volto a cogliere il favore degli astri per alcuni personaggi, tra cui lo stesso Andrea Boscoli nella figura di Pan, ritratti nel baccanale insieme ai committenti (Pietro di Niccolao della Seta e Laura Lanfranchi) e ad alcune divinità pagane. Inusuale nel periodo rinascimentale successivo alla Controriforma, diffondeva la credenza ermetica che le sette divinità planetarie Selene, Elio, Marte, Giove, Saturno, Mercurio e Venere avessero un influsso sulla vita umana nell'immaginario dell'epoca.
Il banchetto sembra richiamare un altro “Convivio degli dei”, dipinto da Piero di Giovanni Bonaccorsi nel 1546 a Castel Sant'Angelo nella sala di Amore e Psiche. Un'ipotesi seicentesca inseriva infatti un disegno (Venus and Cupid, Biblioteca Ambrosiana, Milano) nel catalogo di Perino del Vaga ma è stato recentemente riportato ad Andrea Boscoli da Miles Chappell.

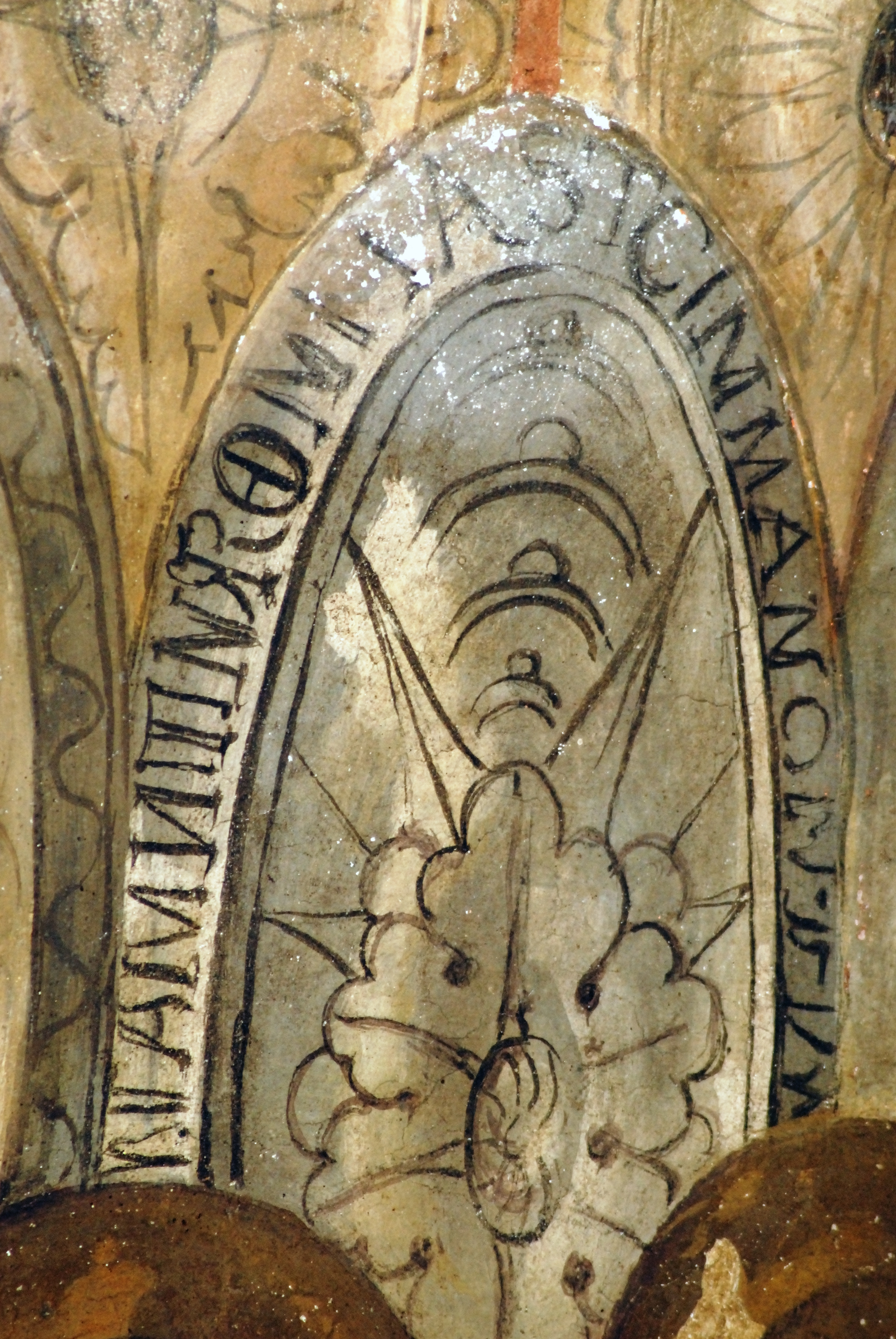
Epigrafe misteriosa nell'affresco

Vi è dipinta una misteriosa epigrafe esoterica "AMI IN D .. ROMA R ... SIC IN MANO CUM G ..." [Amici dentro casa (?) … Roma (R ?) … in tal modo dentro sgorga insieme a Geber (?)] che la tradizione vuole essere stata tradotta solo dal bonapartista Marc Bédarride della famiglia sefardita Ben Darrid alla fine del settecento e forse ricollegabile alla tradizione Qabbalah della mistica ebraica e/o al simbolismo (Gibberish) inventato dall'alchimista e sufi musulmano Geber (Giabir ibn Hayyan) per la ricerca della Pietra filosofale.
Recentemente è stata fornita un'altra trascrizione che consente di collegarla ai protagonisti dell'affresco, alla cultura dell'Accademia degli Svegliati, agli intellettuali toscani legati alla Accademia Neoplatonica ed al committente Pietro della Seta, che volge il suo sguardo attento proprio nella sua direzione all'interno dell'affresco. L'epigrafe si leggerebbe "RT AMNT NSTRAO MIIA STC IN MANO NVM" [RT amante nostro ami la st(ring) in mano] dove le due lettere RT potrebbero essere le iniziali di un membro dell'Accademia degli Svegliati, magari Ranieri Totti, autore della favola boschereccia Gli amanti furiosi.

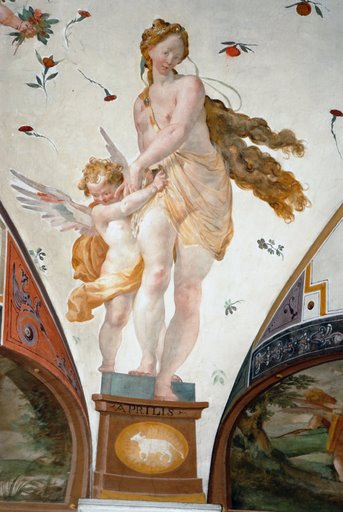
Andrea Boscoli: aprile - Segno del Toro. Una ipotesi inseriva il disegno preparatorio (Venus and Cupid - Biblioteca Ambrosiana - Milano) nel catalogo di Piero di Giovanni Bonaccorsi ma è stato recentemente riportato al Boscoli da Miles Chappell (11/98)